# Hebenstreit-Haus

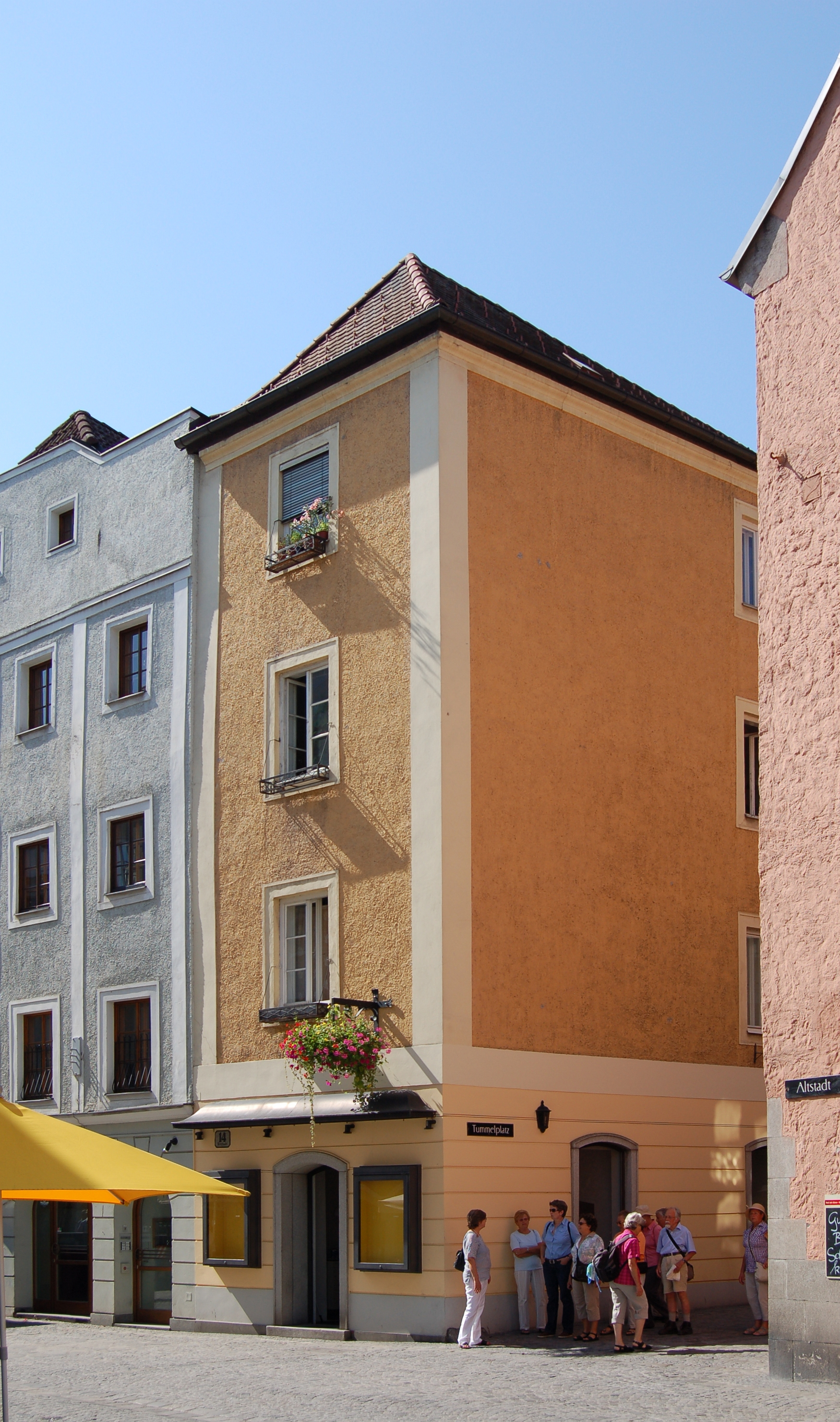
Hebenstreit-Haus, Eckhaus Altstadt 14

Das Hebenstreit-Haus steht auf Altstadt 14 bzw. Tummelplatz 1 im Altstadtviertel der Stadtgemeinde Linz in Oberösterreich. Das Gebäude steht unter Denkmalschutz (Listeneintrag).

## Geschichte
Das Haus wurde 1595 urkundlich genannt. Die Nennung Hebenstreit-Haus besteht seit 1640 nach dem Bürgermeister Ludwig Hebenstreit.
Das Haus besteht im Kern aus dem 16. und 17. Jahrhundert. Das zweite Obergeschoß wurde 1800 nach einem Brand wieder aufgebaut. Die Fassadengliederung entstand 1948.

## Architektur
Das Eckhaus zeigt sich altstadtseitig nur mit einer Achse.
Im Hausinneren besteht zum Tummelplatz ein kurzer enger Mittelflur mit einem flachen gestelzten Kreuzgratgewölbe zur Wendeltreppe. Die Räume im Erdgeschoß haben teils auf gedrungenen Wandpfeilern Tonnengewölbe mit versetzten Stichkappen aus dem 16. und 17. Jahrhundert.